# Sinistra Giovanile
Die Sinistra Giovanile (Junge Linke) war die Jugendorganisation der italienischen Partei Democratici di Sinistra.
Nach der Umbenennung der Hauptfraktion der PCI in Partito Democratico della Sinistra im Jahre 1991 benannte sich auch die Jugendorganisation, die Federazione dei Giovani Comunisti um, zunächst in Sinistra Giovanile nel PDS (Junge Linke in der PDS), später dann in Sinistra Giovanile. Veröffentlichungsorgan war die Tageszeitung L’Unità der Mutterpartei.
Die Sinistra Giovanile gehörte den internationalen sozialistischen Jugendorganisationen ECOSY und IUSY an.

## IV. Nationalkongress und Auflösung
Der IV. Nationalkongress vom 2.–4. März 2007 stand unter dem Zeichen der bereits absehbaren Fusion der Mutterpartei Democratici di Sinistra.
Nach beschlossener Neueinrichtung des Amtes eines Präsidenten, wurde Roberto Speranza per Handabstimmung mit deutlicher Mehrheit zum ersten Präsidenten bestimmt. Zum Generalsekretär wurde mit 89,8 % der Stimmen Fausto Raciti gewählt.
Trotz der personellen Einigkeit wurde bei der Debatte um den Leitantrag umso heftiger um den künftigen Kurs und die Haltung zur Parteienfusion insgesamt gestritten. Neben dem von Speranza und Raciti unterstützten Willkommensgruß „Hier ist unsere Partito Democratico“" (italienisch „Ecco il nostro Partito Democratico“) stand ein Gegenantrag der linken Minderheit „Am Ende geht's darum, die Welt zu retten“ („Alla fine c'era da salvare la terra“) im Raum. Ein vom Präsidium unterbreiteter Kompromiss konnte sich durchsetzen, zahlreiche Delegierte verließen aber den Kongress aus Protest noch vor der Abstimmung.
Am 14. Oktober 2007 löste sich mit der Fusion der Mutterpartei Democratici di Sinistra zur neuen Partito Democratico auch die Sinistra Giovanile auf. Erst am 21. November 2008 entstand dort mit den Giovani Democratici ein neuer Jugendverband, dem Fausto Raciti als erster Generalsekretär bis Juli 2014 vorstand.

## Generalsekretäre
- Nicola Zingaretti (1992–1995)
- Giulio Calvisi (1995–1997)
- Vinicio Peluffo (1997–2001)
- Stefano Fancelli (2001–2007)
- Fausto Raciti (4. März – 14. Oktober 2007)

## Präsident
- Roberto Speranza (4 marzo - 14 ottobre 2007)

## Kongresse
Sinistra Giovanile nel PDS

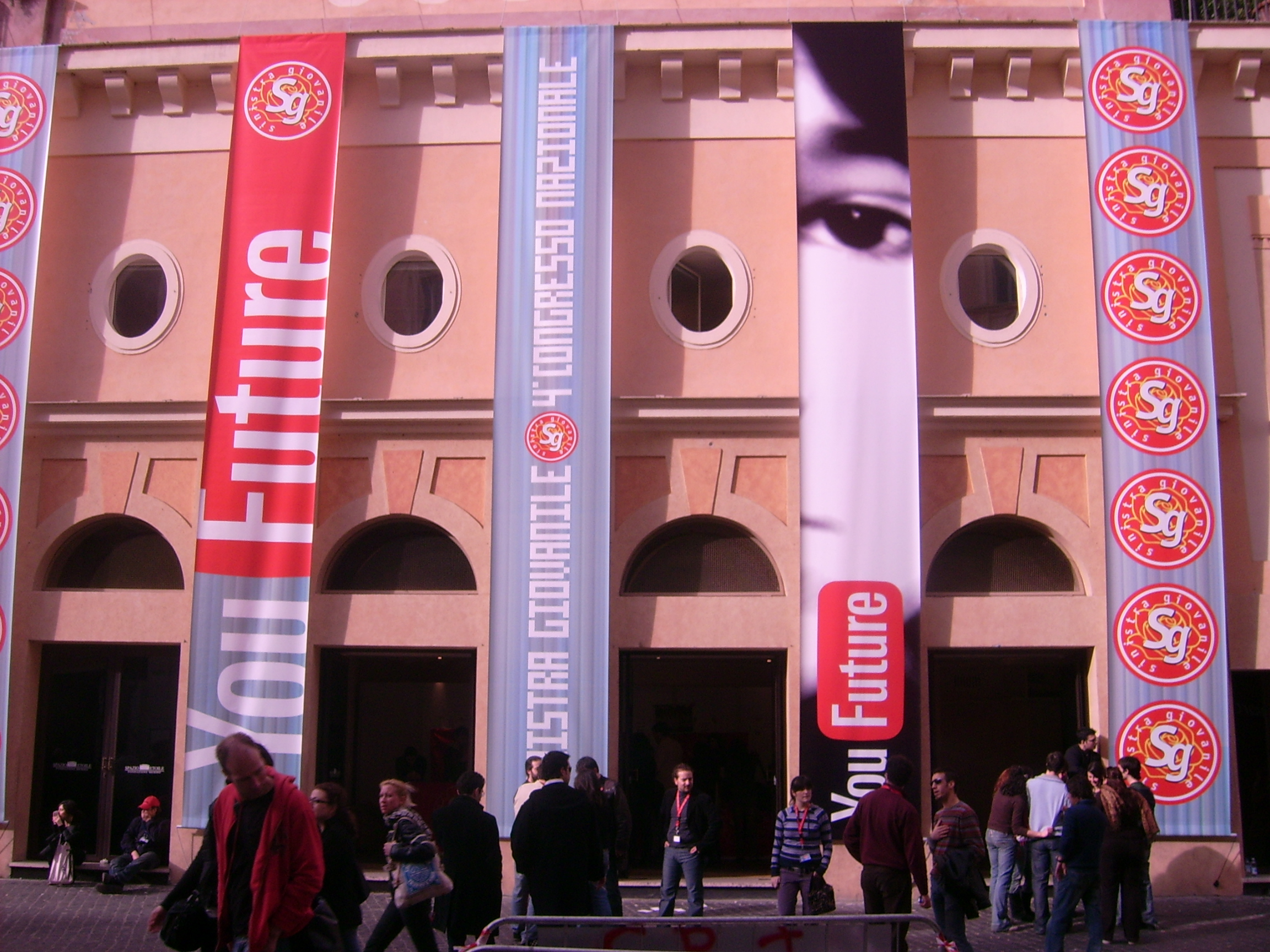
Spazio Etoile in Rom, Tagungsgebäude des IV. Nationalkongresses der Sinistra Giovanile 2007

- Nationalversammlung 1992: 10.–12. Januar 1992 in Rom
- Nationalversammlung 1993: 26.–27. Februar 1993 in Rom
(Motto: „I giovani, la sinistra, la democrazia“)
- Nationalversammlung 1994: 17.–18. Dezember 1994 in Rom
(Motto: „Per un altro futuro“)
- Nationalversammlung 1995: 3.–4. Juni 1995
(Motto: „È iniziato il futuro“)

Sinistra giovanile
- Gründungskongress: 17.–19. Oktober 1997 in Rom
(Motto: „Cambiare il presente per frequentare il futuro“)
- II. Nationalkongress: 19.–21. Oktober 2001 in Chiusi
(Motto: „Un altro mondo, un'altra vita, una Sinistra giovanile nuova“)
- III. Nationalkongress: 4.–6. März 2005 in Bologna
(Motto: „New Thing - To Think New. Una nuova generazione per il futuro dell’Italia“)
- IV. Nationalkongress: 2.–4. März 2007 in Rom
(Motto: „You change, in cammino per una nuova sinistra“)